# 대학은 나왔지만
대학은 나왔지만(大學は出たけれど, I Graduated But...)은 일본에서 제작된 오즈 야스지로 감독의 1929년 영화이다. 타카다 미노루 등이 주연으로 출연하였다.

## 출연

### 주연
- 타카다 미노루
- 다나카 키누요

### 조연
- 스즈키 우타코
- 오야마 켄지
- 히모리 신이치
- 키무라 켄지
- 사카모토 타케시
- 리다 초우코